# Lukáš Krátký
Lukáš Krátký (* 18. dubna 1975) je český basketbalista hrající Národní basketbalovou ligu za tým BK Ústí nad Labem. Hraje na pozici pivota.
Je vysoký 210 cm, váží 117 kg.

## Kariéra
- 1998 - 2000 : USK Erpet Praha
- 2000 - 2002 : BK SČE Děčín
- 2002 - 2006 : USK Praha
- 2006 - 2007 : BK Ústí nad Labem

## Statistiky
| Sezóna   | Soutěž      | Odehrané minuty | Průměr na zápas | Body | Průměr na zápas |
| -------- | ----------- | --------------- | --------------- | ---- | --------------- |
| 1998/99  | Mattoni NBL | 539.3           | 13.2            | 192  | 4.7             |
| 1999/00  | Mattoni NBL | 555.6           | 18.5            | 205  | 6.8             |
| 2000/01  | Mattoni NBL | 695.1           | 22.4            | 278  | 9.0             |
| 2001/02  | Mattoni NBL | 440.7           | 15.2            | 137  | 4.7             |
| 2002/03  | Mattoni NBL | 563.0           | 20.1            | 217  | 7.8             |
| 2003/04  | Mattoni NBL | 701.2           | 20.6            | 273  | 8.0             |
| 2004/05  | Mattoni NBL | 434.0           | 16.1            | 148  | 5.5             |
| 2005/06  | Mattoni NBL | 535.4           | 19.1            | 226  | 8.1             |
| 2006/07* | Mattoni NBL | 181.9           | 14.0            | 57   | 4.4             |

 *Rozehraná sezóna - údaje k 20.1.2007 